# 中部區 (博茨瓦納)
中部區（英語：Central District）是博茨瓦納的一個區，位於該國東部，東北鄰津巴布韋，東南鄰南非共和國。面積147,730平方公里，2001年人口563,260人。首府塞羅韋。下分8次區。